# Kurtis Conner

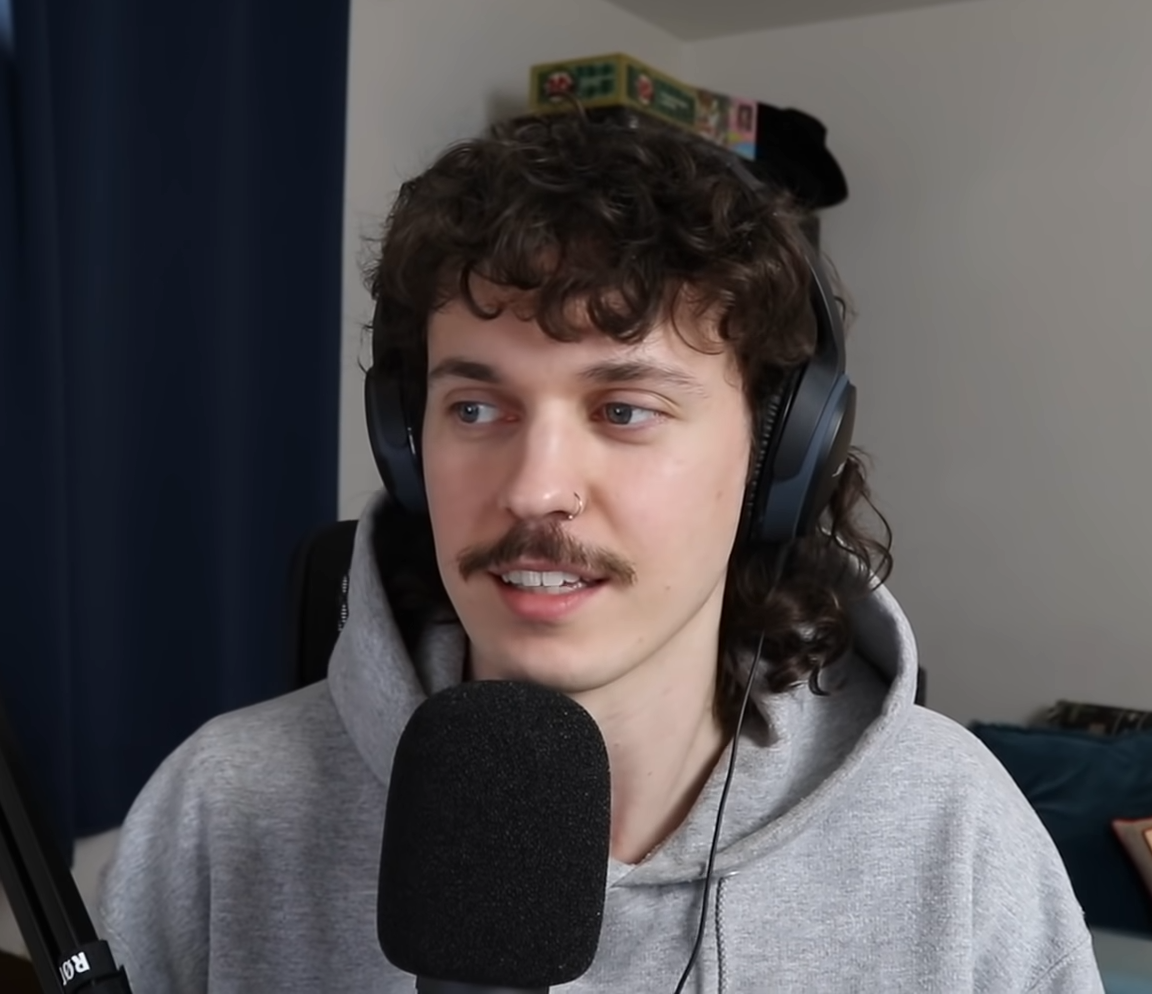
Kurtis Conner, 2022

Kurtis Matthew Kenneth Conner (* 4. Mai 1994 in Toronto) ist ein kanadischer Komiker, YouTuber und Podcaster. Im Januar 2023 haben seine vier Youtube-Kanäle insgesamt über 5,08 Millionen Abonnenten und über 701,06 Millionen Aufrufe erreicht. Er tourte durch die USA und Kanada.

## Frühe Lebensjahre
Kurtis Matthew Kenneth Conner wurde am 4. Mai 1994 in Toronto geboren. Er lebte im nahe gelegenen Hamilton, bevor er zurück nach Toronto zog. Conner trat 2013 im Alter von 19 Jahren zum ersten Mal mit Stand-up-Comedy auf und später dem Comedy Writing and Performance Programm des Humber College bei.

## Karriere

### Vine
Conner trat 2013 der Sechs-Sekunden-Videoplattform Vine bei und gewann etwa 350.000 Follower für seine Comedy-Videos, bevor Vine 2017 geschlossen wurde.

### Stand-up-Comedy
Conner begann 2013 mit Stand-up-Shows in ganz Kanada. In 2016 veröffentlichte er in Eigenregie sein Comedy-Debütalbum 'Cuppla Jokes', das Platz 1 der iTunes-Comedy-charts und Platz 6 der Billboard-Comedy-charts erreichte. Im Jahr 2019 tourte er mit seinen Freunden und YouTube-Kollegen Danny Gonzalez und Drew Gooden während ihrer 'We are two different people'- Tour als Vorprogramm.

### YouTube
Das erste Video auf Conners Hauptkanal wurde 2014 hochgeladen. Der Kanal begann 2017 Aufmerksamkeit zu erregen, als eines seiner Videos in zwei Tagen 600.000 Aufrufe erzielte. Sein Kanal wurde bekannt für seine Kritik an als problematisch befundenen Inhalten auf YouTube und durch das Verspotten von Menschengruppen, die andere Menschengruppen ausgrenzen wollen. Im Jahr 2019 kritisierten er und sein Freund und Comedian-Kollege Jacob Sharpe die TikToker Sebastian Bails und Bails Freundin Lauren Godwin dafür, dass sie häusliche Gewalt auf ihrem Youtube-Kanal heruntergespielt hatten. Conner und Sharpe waren beide vom Inhalt beunruhigt und kommentierten in dem Video häufig, dass sie es schwierig fanden, ein so ernstes Thema zu beleuchten. Conner sagte später, er werde 10.000 US-Dollar für die Wohltätigkeitsorganisation für häusliche Gewalt 'loveisrespect' sammeln und diese dann mit seiner eigenen Spende verdoppeln. Weiterhin produzierte Conner Inhalte über das TikTok Hype House sowie fröhlichere Videos im Allgemeinen und sagt, dass sein Lieblingsinhalt Filmkritik sei.

### Podcast
Sein Podcast gehört zu den Top 100 Comedy-Podcasts bei iTunes.

## Persönliches Leben
Conner ist seit 2014 mit Jenna Allard liiert. Die beiden heirateten am 19. Oktober 2022 in der Toskana. Außerdem besitzen sie einen Hund namens Kiwi.

## Diskografie

### Alben
| Jahr | Titel        |
| ---- | ------------ |
| 2016 | Cuppla Jokes |

### Singles
| Jahr | Titel           |
| ---- | --------------- |
| 2020 | 'Blood related' |
| 2022 | 'True story'    |

### Featured
| Jahr | Titel                                                         |
| ---- | ------------------------------------------------------------- |
| 2021 | 'In love with a Creeper' (Danny Gonzalez feat. Kurtis Conner) |